# Силва дус Сантус, Шарлестон
Шарлестон Силва дус Сантус (порт.-браз. Charleston Silva dos Santos; род. 23 сентября 1996), более известеный как Шарлестон — бразильский футболист, защитник.

## Карьера
18 января 2021 года перешёл в северомакедонский клуб «Македония Джёрче Петров».
27 июля 2021 года подписал контракт с клубом «Дебрецен». 31 июля 2021 года в матче против клуба «Гонвед» дебютировал в чемпионате Венгрии.
18 февраля 2023 года стал игроком казахстанского клуба «Мактаарал».

## Достижения
«Сфынтул Георге»
- Обладатель Суперкубка Молдовы: 2021

## Клубная статистика
| Игровая карьера | Игровая карьера         | Игровая карьера | Лига | Лига | Кубок | Кубок | Межд. | Межд. | Др. | Др. |
| --------------- | ----------------------- | --------------- | ---- | ---- | ----- | ----- | ----- | ----- | --- | --- |
| 2020/21         | Македония Джёрче Петров | А               | 15   | 2    | 1     | 0     | —     | —     | —   | —   |
| 2021/22         | Сфынтул Георге          | А               | 1    | 0    | —     | —     | 1     | 0     | —   | —   |
| 2021/22         | Дебрецен                | А               | 9    | 0    | —     | —     | —     | —     | —   | —   |
| 2022/23         | Дебрецен                | А               | 5    | 0    | —     | —     | —     | —     | —   | —   |
| 2023            | Мактаарал               | А               | 16   | 1    | —     | —     | —     | —     | —   | —   |